# Tylophora kerrii
Tylophora kerrii là một loài thực vật có hoa trong họ La bố ma. Loài này được Craib miêu tả khoa học đầu tiên năm 1911.